# Abdelaziz al-Hilu
Abdelaziz Adam Al-Hilu (em árabe: عبد العزيز الحلو; nascido em 7 de julho de 1954) é um político sudanês e atual presidente do Movimento Popular de Libertação do Sudão - Setor Norte.

## Biografia
Al-Hilu nasceu em Al-Faydh Umm Abdullah, Cordofão do Sul. Ele é considerado um dos comandantes mais bem-sucedidos na história do Exército Popular de Libertação do Sudão e trabalhou com o líder sul-sudanês John Garang, com o objetivo de criar um Sudão que fosse democrático, justo e livre para toda a população sudanesa.
Ele nasceu, cresceu e foi educado nas Montanhas Nuba. Estudou Economia na Universidade de Cartum e formou-se em 1979. Perdeu a eleição para governador do Cordofão do Sul para Ahmed Haroun numa votação rejeitada pelo Exército Popular de Libertação do Sudão como fraudulenta. Lutou contra as Forças Armadas do Sudão num conflito no sul do país.
Na sequência da Revolução Sudanesa, declarou um cessar-fogo unilateral temporário "para dar às negociações de paz em curso uma oportunidade de sucesso",, que foi posteriormente prorrogado, durante o qual chegou a um acordo com o governo de transição para separar religião e estado e não discriminar a etnia de ninguém em 3 de setembro de 2020. Também apelou à remoção das milícias do ex-presidente Omar al-Bashir e à reorganização das forças armadas sudanesas, além da autodeterminação nas áreas controladas pela sua facção.
Em 28 de março de 2021, Al-Hilu assinou um acordo de paz com o governo sudanês em Juba, Sudão do Sul, no qual abriria caminho para o estabelecimento de um Estado federal civil e democrático no Sudão, além de garantir a liberdade de religião e ter um exército único para proteger a segurança nacional.